# Tandkoppeling
Een tandkoppeling is een verbinding tussen twee assen, een aandrijver en een aangedrevene en is vooral bedoeld om grote vermogens te kunnen opvangen, waar askoppelingen met elastische elementen zouden kunnen falen.
Tandkoppelingen bestaan voornamelijk uit metalen onderdelen. Op beide assen zit een uitwendige tandkrans. Deze beide tandkransen worden dan onderling verbonden met een huls met een binnenvertanding. Door het licht gebogen tandprofiel op de assen heeft dit geheel een zekere vrijheid zodat kleine uitlijningsfouten tussen beide assen kunnen opgevangen worden. Omdat de overdracht van het koppel van motor naar aangedreven toestel metaal op metaal gebeurt, dient de ruimte waarin zich de tanden bevinden opgevuld te worden met smeervet. Om dit smeervet binnen te houden bevinden zich langs beide aszijden afdichtingen.